# Marcus Williams (baloncestista de 1986)
Marcus Williams (Seattle, Washington; 18 de noviembre de 1986) es un exjugador de baloncesto estadounidense. Mide 2,01 y jugaba en la posición de alero.

## Trayectoria deportiva

### Universidad
Su etapa colegial transcurrió en la Universidad de Arizona, donde en su primera temporada fue el segundo máximo anotador de su equipo con 13,0 puntos por partido, lo que unido a los 4,7 rebotes y 1,8 asistencias le hicieron merecedor de ser incluido en el mejor quinteto de freshman (novatos) de la Pacific Ten Conference. Consideró la posibilidad de entrar en el draft de la NBA ese año, pero decidió quedarse en la universidad. En su segunda temporada promedió 16,8 puntos y 6,9 rebotes, por lo cual decidió entrar en el draft al finalizar la misma.

### Profesional
Fue elegido en la trigesimotercera posición del Draft de la NBA de 2007, en la segunda ronda, por San Antonio Spurs, de donde fue despedido antes del comienzo de la temporada, en octubre de 2007. Fue enviado a los Austin Toros, equipo de la NBA D-League, donde, tras realizar buenos partidos, fue llamado de nuevo por los Spurs el 26 de diciembre, pero tan solo jugó dos minutos de un partido ante Chicago Bulls, siendo de nuevo despedido 3 días más tarde al optar por contratar a DerMarr Johnson, regresando a la disciplina de los Toros.
El 28 de marzo de 2008, Williams fichó por Los Angeles Clippers. El 10 de marzo de 2009 fue cortado por los Clippers y firmó con San Antonio Spurs el 8 de abril.

## Estadísticas de su carrera en la NBA

### Temporada regular
| Año     | Equipo        | PJ | PT | MPP | %TC   | %3P  | %TL  | RPP | APP | ROB | TPP | PPP |
| ------- | ------------- | -- | -- | --- | ----- | ---- | ---- | --- | --- | --- | --- | --- |
| 2007-08 | San Antonio   | 1  | 0  | 2.0 | .000  | .000 | .000 | .0  | .0  | .0  | 1.0 | .0  |
| 2007-08 | L.A. Clippers | 10 | 0  | 3.4 | .263  | .000 | .000 | 1.2 | .3  | .1  | .0  | 1.0 |
| 2008-09 | San Antonio   | 2  | 0  | 1.5 | 1.000 | .000 | .000 | .0  | .0  | .0  | .0  | 2.0 |
| Total   | Total         | 13 | 0  | 3.0 | .318  | .000 | .000 | .9  | .2  | .1  | .0  | 1.1 |